# Municipi de Frederikshavn
El municipi de Frederikshavn és un municipi danès que va ser creat l'1 de gener del 2007 com a part de la Reforma Municipal Danesa, integrant els antics municipis de Skagen i Sæby amb el de Frederikshavn. El municipi és situat al nord de la península de Jutlàndia, a la Regió de Nordjylland, abasta una superfície de 642 km².
Les Hirsholmene són un grup de petites illes situades a l'estret del Kattegat, al nord-est de la ciutat de la ciutat de Frederikshavn, Hirsholm, Græsholm, Lilleholm, Tyvholm, Kølpen i Deget que formen part del municipi.
La ciutat més important i capital del municipi és Frederikshavn (23.511 habitants el 2009). Altres ciutats són:
- Skagen
- Sæby

Altres poblacions del municipi:
- Ålbæk
- Brønden
- Dybvad
- Elling
- Gærum
- Haldbjerg
- Hørby
- Hulsig
- Jerup
- Kvissel
- Lyngså
- Østervrå
- Præstbro
- Ravnshøj
- Strandby
- Thorshøj
- Understed
- Voerså
- Volstrup

## Consell municipal
Resultats de les eleccions del 18 de novembre del 2009:
| Partit                      | vots  | % vots |
| --------------------------- | ----- | ------ |
| Socialdemokratiet           | 10996 | 35,2   |
| Det Radikale Venstre        | 208   | 0,7    |
| Det Konservative Folkeparti | 2481  | 7,9    |
| Socialistisk Folkeparti     | 4969  | 15,9   |
| Frederikshavnerlisten       | 83    | 0,3    |
| Dansk Folkeparti            | 2640  | 8,4    |
| Kommunelisten               | 270   | 0,9    |
| Venstre                     | 9604  | 30,7   |

### Alcaldes
| Alcalde       | Període               | Partit            |
| ------------- | --------------------- | ----------------- |
| Erik Sørensen | 1-1-2007 a 31-12-2009 | Socialdemokratiet |
| Lars Møller   | 1-1-2010 a 31-12-2013 | Venstre           |